# Tiroteos de Oslo de 2022
Los tiroteos de Oslo de 2022 ocurrieron el 25 de junio de 2022, cuando dos personas murieron y 21 más resultaron heridas en un tiroteo masivo en tres sitios en Oslo, Noruega. La policía cree que el tiroteo masivo apunta al Orgullo de Oslo, el evento local del orgullo LGTB+ organizado por la sucursal de Oslo de la Organización Noruega para la Diversidad Sexual y de Género. La policía está investigando el tiroteo masivo como un acto de terrorismo.

## Incidente
El primer tiroteo ocurrió en London Pub, un popular bar y club nocturno gay. El perpetrador luego se trasladó a otros dos lugares cercanos, incluido el club de jazz Herr Nilsen y un local de comida rápida. Dos personas murieron y 21 más resultaron heridas, diez de las cuales resultaron gravemente heridas, mientras que las otras once resultaron heridas leves. El sospechoso fue detenido cinco minutos después del ataque. El perpetrador, identificado como un hombre iraní noruego de 42 años, fue acusado de terrorismo.

## Sospechoso principal
El sospechoso, identificado como Zaniar Matapour, de 42 años, ha sido acusado de asesinato, intento de asesinato y de terrorismo. En una conferencia el día 25 de junio, la policía afirmó creer que el ataque podría tener una motivación de odio anti-LGBT, y haber estado dirigida al evento del Orgullo LGBT de Oslo. Más tarde, esta confirmaría que el sujeto era conocido en el registro policial desde 2015, junto con la sospecha de que habría sido radicalizado y se habría unido a la causa del islamismo fundamentalista.
Matapour tenía un historial significativo de ofensas relacionadas con drogas y agresiones, pero solo había recibido condenas mínimas hasta el día del ataque, según un fiscal del país. De acuerdo a las declaraciones de su madre, el sujeto habría sido diagnosticado con esquizofrenia paranoide.

## Motivos
En una conferencia de prensa el 25 de junio de 2022, la policía afirmó que existía la sospecha de que el ataque podría estar motivado por el odio anti-LGBT y estar destinado a atacar las celebraciones del Orgullo LGBT de Oslo.

## Reacciones
El Hospital de la Universidad de Oslo informó que ha pasado a una alerta roja tras el ataque. Diez personas recibieron tratamiento médico por lesiones graves. El desfile del orgullo y los eventos relacionados que se celebrarían en Oslo fueron cancelados después del tiroteo, siguiendo el «claro consejo y recomendación» de la policía a los organizadores. Los organizadores aconsejaron a las personas que celebraran el Orgullo en grupos más pequeños.
Después del tiroteo, el rey Harald V de Noruega ofreció sus condolencias a las víctimas e instó a la gente a defender los valores de libertad, diversidad y respeto. A las 11:02 AM del mismo día, la Directora de Policía Marie Benedicte Bjørnland anunció un armamento temporal a nivel nacional de oficiales de policía en Noruega.